# Рохас Соррилья, Франсиско де

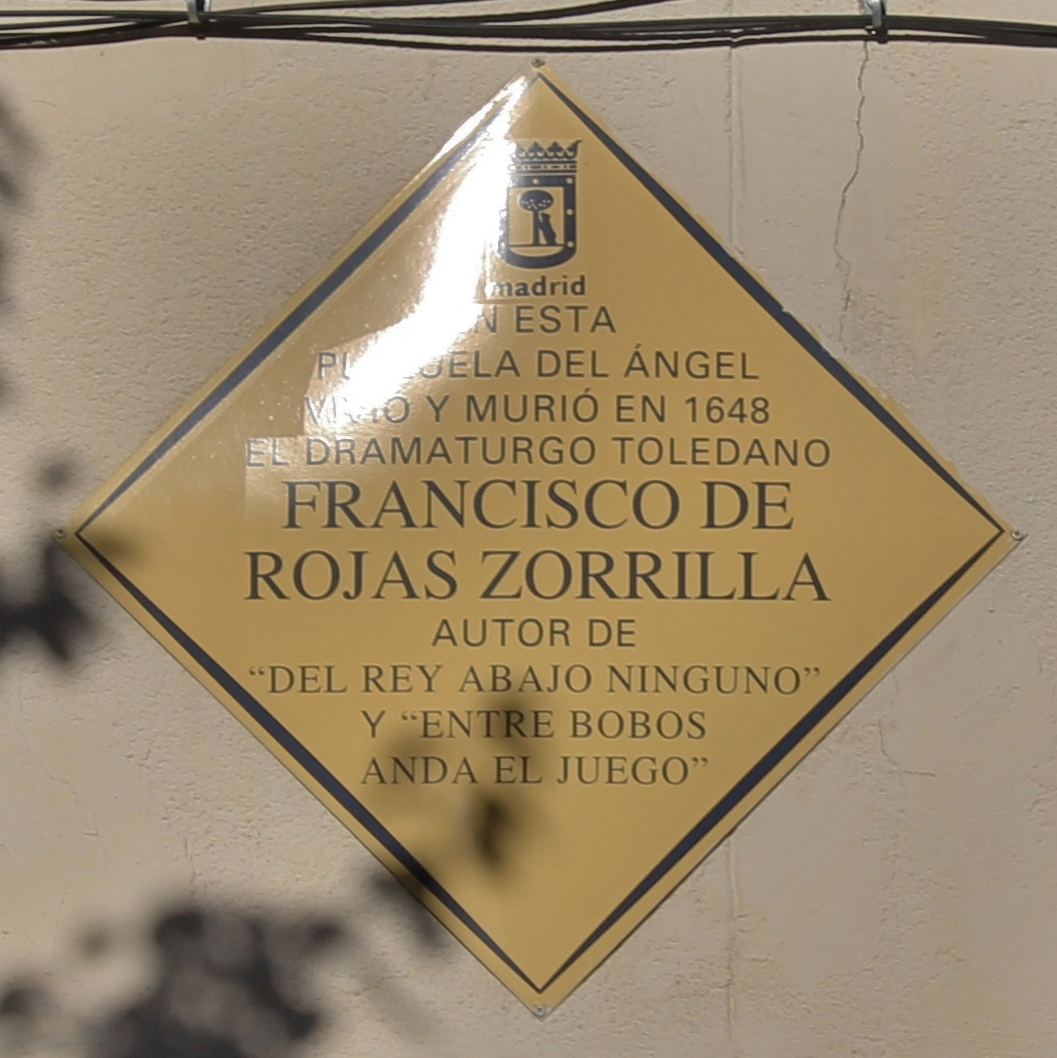

Франси́ско де Ро́хас Сорри́лья (исп. Francisco de Rojas Zorrilla; 4 октября 1607, Толедо — 23 января 1648, Мадрид) — испанский драматург. Автор трагических и комических пьес. Наиболее известные произведения — пьесы «Никто кроме короля» (исп. Del Rey abajo ninguno) и «Королю нельзя быть отцом» (исп. No hay Padre siendo Rey).
Учился в университетах Толедо и Саламанки. Некоторое время состоял на военной службе. В творчестве придерживался традиций Кальдерона. Пьесы Рохас вдохновляли многих драматургов XVII века. Пьеса «Королю нельзя быть отцом» легла в основу трагикомедии «Венцеслав» Жана Ротру. Среди других почитателей творчества Рохаса Соррильи — Поль Скаррон, Тома Корнель, Франсуа де Буаробер, Ален Рене Лесаж и Джон Ванбру.